# Ārija Rimbeniece
Ārija Rimbeniece, (Riga, Letland, 27 september 1942) is een voormalig Sovjet- 
en Letse-basketbalspeelster.
Rimbeniece speelde haar gehele carrière voor TTT Riga van 1960 tot 1968. Met TTT won ze zeven Sovjet-kampioenschappen in 1960, 1961, 1962, 1964, 1965, 1966 en 1968. Ook won ze zeven keer de FIBA Women's European Champions Cup in 1961, 1962, 1964, 1965, 1966, 1967, 1968.
Rimbeniece won als speler van de Letse SSR twee keer de Spartakiad van de Volkeren van de USSR in 1963 en 1967.

## Erelijst
- Landskampioen Sovjet-Unie: 9
  - Winnaar: 1960, 1961, 1962, 1963, 1964, 1965, 1966, 1967, 1968
- FIBA Women's European Champions Cup: 7
  - Winnaar: 1961, 1962, 1964, 1965, 1966, 1967, 1968
- Spartakiad van de Volkeren van de USSR: 2
  - Winnaar: 1963, 1967